# Сомнатх
Храм Сомна́тх (санскр. सोमनाथमन्दिर, IAST: somanātha-mandira, гудж. સોમનાથ મંદિર — «храм Владыки Луны», так как Сома — это бог Луны и священного напитка в индийской мифологии) — храм Шивы, святое место паломничества индуизма в Прабхас-кшетре около селения Веравал в регионе Саураштра на западном побережье индийского штата Гуджарат. Здесь находится наиболее священный из 12 джьотирлингамов Шивы. Храм Сомнатха называют «вечным святилищем» — его шесть раз разрушали мусульмане во время вторжений в Индию, начиная с Махмуда Газневи в 1024 году, но каждый раз отстраивался заново. Существующий в настоящее время храм был построен в 1947 году по инициативе известного индийского политического деятеля и борца за независимость Индии Сардара Пателя.